# Mémoire de travail
 (février 2014).
Si vous disposez d'ouvrages ou d'articles de référence ou si vous connaissez des sites web de qualité traitant du thème abordé ici, merci de compléter l'article en donnant les références utiles à sa vérifiabilité et en les liant à la section « Notes et références ».
Le système cognitif fonctionne en acquérant, filtrant et traitant des informations vitales, utiles, potentiellement utiles à court, moyen et long termes ; il a donc besoin de stocker (mémoriser) ces informations. Le cerveau semble pour cela disposer de systèmes différents, mais complémentaires, de mémoire à long terme et de mémoire à court terme. La notion de mémoire de travail, apparue dans les années 1970 désigne « un système, de capacité limitée, qui assure une double fonction de traitement et de stockage temporaire de l'information ».
Dans le domaine de l'étude de l'architecture cognitive, cette notion est un modèle conceptuel qui cherche à comprendre le fonctionnement de la mémoire à court terme, (qui stocke très temporairement de l'information), en lien avec l'exploitation par le cerveau de cette information et à décrire une partie du devenir de l'information (une fois celle-ci perçue par un individu).

Par exemple, dans le cas de l'information visuelle : les photorécepteurs de la rétine sont activés par un stimulus. Ils transmettent un codage de l'information sensorielle, liée au stimulus, aux aires concernées par le traitement d'informations visuelles. Celles-ci transmettent, à leur tour, de la matière à traiter aux réseaux neuronaux chargés de traiter cette information, qu'on peut alors désigner comme « finalisée ».
La mémoire de travail s'effectue dans des réseaux de neurones chargés, dans la zone frontale du cerveau, de traiter une information finalisée, parmi d'autres qui interagissent entre elles pour aboutir à l'accomplissement des tâches citées plus haut (maintien et travail de l'information).
En termes de fonctions exécutives, habituellement attribuées aux lobes frontaux, la mémoire de travail correspond à l'inhibition, à la mise à jour et à la flexibilité (Miyake, 2000). Des lésions affectant les lobes frontaux, par exemple induites par la maladie d'Alzheimer, l'alcoolisme, le vieillissement normal ou la démence frontotemporale peuvent gravement affecter la mémoire de travail.
En 2018, Earl K Miller et d'autres chercheurs en neurosciences cognitives du Picower Institute for Learning and Memory du MIT constatent que lorsque la mémoire de travail est surchargée, le dialogue synchronisé des ondes cérébrales entre trois régions du cerveau (cortex préfrontal, champs oculaires frontaux, zone intrapariétale latérale) s'effondre.

Un humain moyen ne peut être attentif de manière consciente, grâce à sa mémoire de travail, qu'à 4 ou 5 « objets » en même temps.
La capacité de mémoire de travail augmente progressivement au cours de l’enfance et diminue progressivement avec la vieillesse.

## Modèle de Baddeley

Modèle de Baddeley.

Alan Baddeley et Graham Hitch (1974) introduisent le concept de mémoire de travail. Leur modèle est dit « modulaire » : l'information entre dans un « module », un traitement y est fait, et une information "traitée" en sort.

Selon ce modèle, l'information est décomposée : une voiture qui klaxonne, c'est le bruit du klaxon dans un module, l'image de la voiture dans un autre. De la même manière que le traitement visuel peut se conceptualiser de façon modulaire, des réseaux traitent l'orientation de traits, d'autres la luminescence ou la couleur, ou encore la fréquence spatiale, le contour. Ce type de modèle est aussi connu sous le nom de modèle à boîtes.
Les trois composants du modèle de Baddeley et Hitch sont :
- La boucle phonologique (BP) : elle est capable de retenir et de manipuler des informations sous forme phonologique.
- Le calepin visuospatial (CVS) : il est chargé des informations codées sous forme visuelle.
- L'administrateur central : mécanisme attentionnel de contrôle et de coordination des systèmes esclaves (boucle phonologique et calepin visuospatial). Il intègre les informations issues des deux sous-systèmes et les met en relation avec les connaissances conservées en mémoire à long terme. Le modèle de Baddeley ne spécifie pas vraiment cet administrateur central, mais Baddeley, dans son livre de 1996, précise que celui-ci est semblable au système attentionnel superviseur du modèle de Shallice et Norman.

Une quatrième composante a ensuite été ajoutée à ce modèle : le « tampon » (ou buffer) épisodique. C'est au niveau de ce tampon que l'administrateur central peut regrouper les informations issues des impressions sensibles (des sous-systèmes) et de la mémoire à long terme.
Cette division de la mémoire de travail permet d'expliquer les résultats des expériences de double tâche qui est un paradigme élaboré par Baddeley lui-même. Dans ces expériences, il est demandé à un sujet de traiter simultanément, en mémoire de travail, des informations provenant de plusieurs sources. Par exemple : conduire une moto tout en récitant un poème, réciter un poème tout en écrivant.
Dans sa première expérience de ce type, Baddeley utilisa plusieurs groupes de sujets. Ceux-ci devaient mémoriser les informations présentées sur un écran, et les rappeler quelques secondes plus tard. Un premier groupe ne voyait que des mots sur l'écran ; le second voyait des icônes carrées dont il devait dénommer la couleur ; le troisième voyait à la fois icônes et mots et devait prononcer soit les couleurs, soit les mots affichés. Les différents groupes n'ont pas présenté la même performance à ce test : le groupe 1 s'est montré capable de mémoriser environ 7 mots, le groupe 2 a pu mémoriser 4 icônes, et le groupe 3 a pu rappeler environ 7 mots et 4 icônes.
Cette observation invite à penser que la mémoire à court terme n'est pas unitaire (car, selon le type d'information, mot ou icône, la performance diffère), à capacité limitée fixe. Alan Baddeley et Graham Hitch ont donc proposé un modèle contenant plusieurs mémoires à court terme.

### Boucle phonologique
La boucle phonologique est un système de la mémoire de travail spécialisé dans le stockage et le traitement des informations verbales et symboliques : mots, chiffres, lettres, syllabes, etc. Elle est impliquée dans la lecture, l'écriture, la compréhension orale, et dans le calcul mental.
Cette boucle est notamment impliquée dans l'apprentissage de la langue maternelle, et d'autres langues. Des études ont montré[réf. souhaitée] une corrélation entre le développement de la boucle phonologique, et développement du langage. De plus, des études faites sur des patients ayant une boucle phonologique atteinte par des lésions cérébrales montrent que ceux-ci ont de fortes difficultés à acquérir le vocabulaire d'un nouveau langage, alors que leur mémoire verbale à long terme n'est pas touchée (voir à ce sujet les expériences de Baddeley).
Celle-ci serait composée de deux sous-systèmes :
- un « entrepôt phonologique », qui sert de mémoire à court terme verbale,
- et un « système de répétition », chargé de répéter mentalement le contenu de l’entrepôt phonologique.

La séparation entre ces deux composants semble attestée par des études sur des patients ayant des lésions au cerveau : sur certains, seul un de ses composants est touché. De plus, des études d’imagerie cérébrale semblent montrer que ces deux composants sont situés à des endroits différents dans le cerveau. Cette séparation est cohérente avec les études d'imagerie cérébrale qui localisent les processus articulatoires et la compréhension des mots dans des aires cérébrales différentes. Il semblerait que l'aire chargée de l'articulation (et donc dans le processus de répétition articulatoire) soit l'aire de Broca, localisée dans la partie gauche du cerveau, vers le milieu des tempes. L'aire chargée du stockage serait l'aire cérébrale de Wernicke.

#### Système de répétition articulatoire
L'existence du système de répétition phonologique est illustrée par diverses expériences.
Par exemple, les séries de mots qui se mémorisent le plus facilement sont celles dont les mots sont courts à prononcer : c'est le « word length effect ».
On peut tester la différence entre quatre listes de mots, qui font varier longueur écrite et longueur de prononciation. La performance est maximale pour les mots courts à prononcer, avec un très faible effet pour les mots longs à écrire. Cela vient du fait que les mots les plus courts à prononcer peuvent être répétés plus souvent que les mots longs.
Pour vérifier que la boucle phonologique est bien impliquée dans cet effet, il suffit d’empêcher le participant de répéter mentalement les mots qui lui sont donnés. Pour cela on ajoute une tâche de Brown-Peterson entre chaque mot. L'effet de la longueur du mot disparait : les mots longs sont alors aussi bien rappelés que les mots courts.
Pour estimer la durée de ce processus de répétition subvocale, on se base sur la longueur à partir de laquelle un mot commence à être difficilement mémorisable. Cette longueur dépend des personnes, qui peuvent lire ou parler plus ou moins vite. Mais dans tous les cas, le taux de mémorisation chute brutalement pour les mots qui nécessitent plus de deux secondes pour être prononcés.
Ensuite, d'autres expériences ont testé la suppression de la répétition à haute voix. Il apparait que l'on mémorise mieux les listes de mots quand elles sont prononcées à haute voix que silencieusement. De même, on observe un phénomène d'interférence avec la parole quand, après chaque présentation d'un mot, on demande aux participants de prononcer un autre mot que celui à mémoriser à haute voix : la mémorisation dans la boucle phonologique est alors fortement affectée, et devient inférieure à celle obtenue avec une tâche de Brown-Peterson.

### Calepin visuospatial
Le calepin visuospatial est le sous-système de la mémoire de travail chargé de maintenir temporairement les informations visuelles et spatiales.

#### Codage visuel

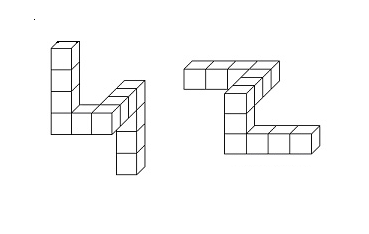
Exemple de figures utilisées par Shepard et Metzler.

Les images mentales d'un individu, représentations visuelles générées à partir de traitements perceptuels, sont dépendantes des propriétés physiques des objets « réels ». Cette spécificité a été inférée à partir de chronométrie mentale, dans lesquelles les chercheurs mesurent le temps mis pour effectuer une manipulation mentale impliquant des objets visuels.
Les premières expériences de ce type furent des expériences de rotation mentale (en). Dans ces expériences, on montre deux formes géométriques à des participants, et on leur demande de vérifier si ces deux formes sont différentes, ou s'il s'agit de la même forme présentée sous un angle différent. Pour faire cette vérification, le participant va devoir faire tourner mentalement l'objet, et appuyer sur un bouton poussoir quand il a fini. Le temps mis pour répondre est proportionnel aux degrés de rotation. Ceci peut s'interpréter en termes de rotation mentale.
D'autres expériences se sont basées sur des tâches de parcours mental. On fait mémoriser aux participants la carte d'une île contenant un lac, une hutte et un rocher. On leur demande de parcourir mentalement le chemin qui mène de la hutte au rocher, ou tout autre endroit de l’île. Le temps mis par les participants pour faire cette traversée est proportionnel à la distance du trajet : le trajet s'effectue toujours à la même vitesse.
Le Corsi est un test qui permet d’appréhender la mémoire de travail. Ce test est intéressant pour sa faculté d’évaluer le calepin visuo spatial et de déterminer un empan de cette habileté.

#### Subdivision
Certains psychologues pensent que ce calepin est lui aussi composé de plusieurs sous-systèmes. Un pour mémoriser les couleurs et les caractéristiques visuelles d'un objet, et un autre pour mémoriser la position de l'objet sur le champ de vision. D'un côté, le cache visuel spécialisé dans les formes et les couleurs, et de l'autre, l'inner scribe pour la localisation et la vitesse des objets.
Ce découpage est cohérent avec le fait que ces deux informations sont gérées par des zones du cerveau séparées : une voie ventrale pour la reconnaissance des formes, et une voie dorsale pour la position des objets. Cela se voit sur les IRM : les zones du cerveau activées ne sont pas les mêmes. De plus, certaines lésions cérébrales empêchent la reconnaissance des formes, mais pas leur localisation dans le champ de vision, et réciproquement. Là encore, certains patients ayant une lésion cérébrale particulière sont capables de retenir des informations spatiales en MCT, mais pas des informations visuelles, et réciproquement.

### Tampon épisodique
Le modèle de la mémoire de travail de Baddeley a dans les années 2000 été adapté par ses auteurs pour rajouter un autre sous-système contenant des informations épisodiques, visuelles, sémantiques ou verbales : le tampon épisodique (episodic buffer).

## Modèle de Cowan
Nelson Cowan a développé sa propre théorie et son propre modèle de la mémoire de travail. Selon Cowan, la mémoire de travail ne représente que la partie activée de la mémoire à long terme (MLT). Au contraire de Baddeley, Cowan se situe dans une vision unitaire de la mémoire de travail (MDT). Autrement dit, il n'y aurait pas spécifiquement de différence structurelle, mais seulement des différences fonctionnelles qui permettraient de rendre compte des différents « modules » ou fonctionnement de la mémoire de travail (MDT). Selon cet auteur, la partie la plus activée de la mémoire de travail correspond à ce qu'il nomme le focus attentionnel. En effet, l'attention portée sur certaines des informations activées serait dépendante du degré d'activation de ces dernières, soit par la perception sous la forme de stimuli, soit sous la forme d'informations récupérées par les phénomènes d'amorçage. En d'autres termes, moins une information est activée, moins elle a de chance de faire partie d'une représentation explicite, verbale ou imagée.
Les différents types de mémoires décrits par Baddeley trouveraient leur explication dans la quantité de ressources ou d'énergie cognitive qu'il serait possible de solliciter par l'ensemble du système cognitif. Ainsi, cette quantité d'énergie plus ou moins limitée serait dirigée vers des « pôles d'attraction » correspondant aux zones les plus « centrales » par rapport à un contexte occurrent : situation vécue, thématique, raisonnement particulier, domaine de connaissances. La centralité d'une information, ou item, se mesure proportionnellement à sa familiarité (fréquence d'occurrence) dans un domaine, et par sa connexité, ou le nombre et la force des relations qu'entretient l'item considéré avec les autres informations du même domaine.
Le modèle de Cowan est un modèle connexionniste et automatiste. Il est connexionniste en ce qu'il propose une structure unique composée d'unités fortement reliées entre elles, couplées à une fonction énergétique représentant l'activation, qui se situe dans certaines zones du réseau d'unités en fonction des besoins. Il est automatiste en ce sens qu'il ne fait pas appel à des structures de contrôle ou de supervision : les propriétés physiques et mathématiques du réseau, des unités et de la fonction énergétique suffisent à rendre compte de l'ensemble des éléments décrits par Baddeley.